# Don’t You Turn Your Back on Me
Don’t You Turn Your Back on Me (engl. für: Drehe mir nicht den Rücken zu) ist ein Lied der deutschen Rockband Guano Apes und wurde am 8. März 1999 als Single veröffentlicht. Es ist auf keinem Album der Guano Apes enthalten. Als Zusatzsongs befinden sich auf der Single „Don’t You Turn Your Back On Me“ als Frozen-Mix, String-Version, Prince P.A.L.-Clubmix und Move A Little Closer. Sie wurde auch als 3″-Track Standard-Maxi veröffentlicht.

## Hintergrund
Don’t You Turn Your Back on Me ist der Titelsong zum Film Meschugge mit Dani Levy und Maria Schrader. Die CD wurde als CD-Extra für Mac & PC veröffentlicht und enthielt u. a. das Video zum Song und den Trailer zum Kinofilm. Ende Dezember 1998 nahm die Band die CD zusammen mit ihren Toningenieur Clemens Matznick im Berliner Hansa-Studio auf.
Der Videodreh zu dem Titel fand ebenfalls in Berlin statt und dauerte über 24 Stunden nonstop im Freien bei eiskalten Temperaturen. Die Guano Apes spielten zwischen zertrümmerten Fernsehern und Einrichtungsgegenständen, die von einem hohen Gerüst über ihnen abgeworfen wurden. Regisseur war Daniel Lwowski.

## Chartplatzierungen
| ChartsChartplatzierungen | Höchstplatzierung | Wochen |
| ------------------------ | ----------------- | ------ |
| Deutschland (GfK)        | 50 (4 Wo.)        | 4      |